# 拿比·沙亞
穆罕默杜-拿比·沙亞（法語：Mouhamadou-Naby Sarr，1993年8月13日—）是法國的職業足球員，司職後衛，出身法甲里昂，其後轉投葡超士砵亭，現效力於卡塔爾星級足球聯賽球會艾馬希亞。
2015年夏季拿比·沙亞由士砵亭加盟查爾頓，轉會費沒有透露，簽約五年。

## 外部連結
- France profile （页面存档备份，存于） at FFF